# Atalaya, Badajoz
Atalaya este un oraș din Spania, situat în provincia Badajoz din comunitatea autonomă Extremadura. Are o populație de 339 de locuitori (2007).